# Apocalypto
Apocalypto este un film epic american de aventuri lansat în 2006, regizat și produs de Mel Gibson, și scris de Gibson și Farhad Safinia. Filmul conține o distribuție de mexicani indigeni și amerindieni, din care fac parte Rudy Youngblood, Raoul Trujillo, Mayra Sérbulo, Dalia Hernández, Ian Uriel, Gerardo Taracena, Rodolfo Palacios, Bernardo Ruiz Juarez, Ammel Rodrigo Mendoza, Ricardo Diaz Mendoza și Israel Contreras. Similar filmului anterior al lui Gibson, Patimile lui Hristos, toate dialogurile sunt într-o aproximare modernă a limbii antice a cadrului. Aici este folosită limba mayașă yucatecă indigenă, care este însoțită de subtitrări, dar uneori se face referire la limbă ca fiind cea mayașă. Acesta a fost ultimul film al lui Gibson până la Fără armă în linia întâi, lansat zece ani mai târziu.
Acțiunea are loc în Veracruz, Los Tuxtla, în jurul anului 1511, și descrie călătoria lui Jaguar Paw, un tribal mezoamerican, și a grupului său, care a fost capturat de o forță invadatoare care le-a distrus satul. Jaguar Paw trebuie să scape de sacrificiul uman într-o perioadă în care civilizația mayașă este aproape de dispariție. Filmul a fost un succes la box office, încasând peste 120 milioane $ internațional și primind recenzii majoritar favorabile, criticii lăudând regia lui Gibson, imaginea lui Dean Semler, jocul actoricesc al distribuției și zugrăvirea civilizației mayașe.

## Intrigă
În timp ce vâna în pădurea tropicală din Mesoamerica, Jaguar Paw (Rudy Youngblood), tatăl său Flint Sky (Morris Birdyellowhead) și alți tribali se întâlnesc cu niște refugiați care fug din calea războiului. Căpetenia grupului le explică că pământurile lor au fost distruse și că ei caută un nou început. El cere permisiunea să treacă mai departe prin junglă. Flint Sky îi spune fiului său că acel grup este plin de frică și îi cere să nu lase vreodată frica să pună stăpânire pe el.
A doua zi la răsărit, satul tribului este atacat de un grup condus de Zero Wolf (Raoul Trujillo). Casele sunt incendiate, mulți dintre săteni sunt uciși, inclusiv Flint Sky, iar cei rămași în viață sunt luați prizonieri. Soția însărcinată a lui Jaguar Paw, Seven (Dalia Hernández), și tânărul lor băiat, Turtle's Run (Carlos Emilio Báez), scapă după ce se ascund într-o avenă care era folosită ca rezervor de apă, dar rămân blocați acolo după ce Jaguar Paw este capturat. Atacatorii îi duc apoi pe prizonieri într-un lung marș forțat prin junglă, lăsându-i în urmă pe copii să se descurce singuri.
Pe drum, Cocoa Leaf (Israel Ríos), un prizonier grav rănit, este omorât de sadicul Middle Eye (Gerardo Taracena), stârnindu-i furia lui Zero Wolf, care îl amenință cu moartea pe compatriotul său dacă va mai ucide vreun prizonier fără permisiune. În timp ce grupul se îndreaptă spre un oraș mayaș, ei trec prin păduri arse, recolte de porumb distruse și sate decimate de o boală necunoscută. O fetiță (María Isidra Hoil) bolnavă prevede moartea lui Zero Wolf și sfârșitul civilizației mayașe. Odată ce grupul ajunge în oraș, femeile sunt vândute ca și sclave, în timp ce bărbații sunt duși în vârful unei piramide mezoamericane pentru a fi sacrificați în fața regelui (Rafael Velez) și a reginei (Diana Botello) mayașe.
Ca rezultat al unei eclipse solare și a superstițiilor ce o înconjoară, Jaguar Paw și prizonierii rămași în viață sunt cruțați de la decapitare. În schimb, se ordonă să fie duși de aici și "aranjați." Sunt lăsați să plece dacă reușesc să rămână în viață în timpul unui antrenament de tras la țintă susținut de Zero Wolf și oamenii săi. Unii dintre tribali sunt uciși, iar Jaguar Paw este rănit grav, dar acesta reușește să-l ucidă pe fiul lui Zero Wolf, Cut Rock (Ricardo Díaz Mendoza) și să scape prin junglă. Zero Wolf pleacă împreună cu oamenii săi pentru a-l omorî pe Jaguar Paw. Înapoi în jungla sa nativă, Jaguar Paw se află în avantaj, cu toate că este rănit grav. Mare parte dintre urmăritorii săi sunt omorâți datorită capcanelor puse de Jaguar Paw, iar eventual rămân doar doi în viață.
Seceta se oprește și ploi grele încep să cadă, amenințând familia lui Jaguar Paw cu înecul, aceștia fiind încă blocați în avenă în ciuda încercărilor de a scăpa. Seven dă naștere unui alt băiat în apa care crește periculos de repede. Între timp, cei doi urmăritori rămași îl vânează pe Jaguar Paw pe tot drumul spre coastă. Odată ajunși pe plajă, toți trei observă niște vase de conchistadori ancorate, în timp ce europenii avansează spre mal, ținând o cruce mare lângă ei. Jaguar Paw scapă, dar cei doi urmăritori rămân, părând fascinați de prezența conchistadorilor. Jaguar Paw se întoarce la timp pentru a-și salva familia din avena inundată. El este bucuros la vederea fiului său nou-născut.
Ceva mai târziu, în timp ce familia reunită se uită în larg la vasele spaniole, Jaguar Paw decide să nu riște întâlnirea cu conchistadorii, insistând ca familia sa să se întoarcă în junglă. El își ia familia și pleacă în căutarea unei noi case și a unui nou început.

## Distribuție
- Rudy Youngblood în rolul lui Jaguar Paw
- Dalia Hernández în rolul lui Seven
- Itandehui Gutierrez în rolul Soției
- Jonathan Brewer în rolul lui Blunted
- Mayra Serbulo în rolul Tinerei Femei
- Morris Birdyellowhead în rolul lui Flint Sky
- Carlos Emilio Báez în rolul lui Turtles Run
- Amílcar Ramírez în rolul lui Curl Nose
- Israel Contreras în rolul lui Smoke Frog
- Israel Ríos în rolul lui Cocoa Leaf
- María Isabel Díaz în rolul Soacrei
- Iazúa Laríos în rolul lui Sky Flower
- Raoul Trujillo în rolul lui Zero Wolf
- Gerardo Taracena în rolul lui Middle Eye
- Rodolfo Palacios în rolul lui Snake Ink
- Ariel Galván în rolul lui Hanging Moss
- Fernando Hernandez în rolul Preotului
- Rafael Velez în rolul Regelui Mayaș
- Diana Botello în rolul Reginei Mayașe
- Bernardo Ruiz Juárez în rolul lui Drunkards Four
- Ricardo Díaz Mendoza în rolul lui Cut Rock
- Richard Can în rolul lui Ten Peccary
- Carlos Ramos în rolul lui Monkey Jaw
- Ammel Rodrigo Mendoza în rolul lui Buzzard Hook
- Marco Antonio Argueta în rolul lui Speaking Wind
- Aquetzali García în rolul Băiatului Oracol
- Gabriela Marambio în rolul Fetiței Mayașe
- María Isidra Hoil în rolul Fetiței Oracol Bolnave
- Abel Woolrich în rolul omului care râde
- Mickie McGowan

## Producție

### Scenariul

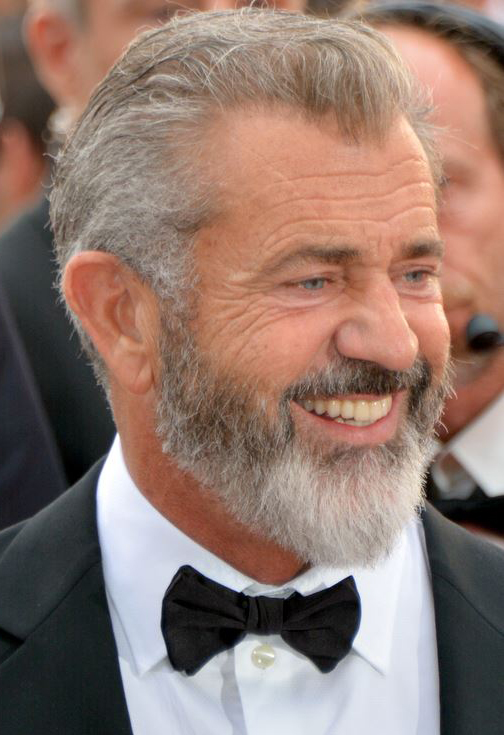
Mel Gibson a regizat Apocalypto după Patimile lui Hristos.

Scenaristul și co-producătorul Farhad Safinia s-a întâlnit pentru prima oară cu Mel Gibson în timp ce lucra ca asistent la post-producția filmului Patimile lui Hristos. În cele din urmă, Gibson și Safinia au găsit timp pentru a discuta despre "dragostea lor comună pentru filme și despre ce îi încântă la realizarea unui film".
| “ | Am început să discutăm despre ce vom face în continuare, dar ne-am axat pe partea de acțiune a unui film. Aceste conversații au devenit scheletul lui ('Apocalypto'). Am vrut să modernizăm secvențele de urmărire, dar nu prin tehnologie sau mașinării, ci prin reîntoarcerea la cea mai intensă formă a sa, care reprezintă un om ce fuge pentru viața sa și, în tot acest timp, se întoarce la ceea ce contează cel mai mult pentru el. | ” |

Gibson a spus că ei doreau să "schimbe din rădăcini genul acțiune-aventură", care, simțea el, că este dominat de CGI, povești simple și personaje slabe, dar și să creeze o urmărire pedestră care să se simtă precum o "urmărire cu mașini care parcă nu se mai termină."
Gibson și Safinia erau interesați și să exploreze o cultură antică care exista înainte să fie atinsă de europeni. Luând în considerare aztecii și mayașii, ei i-au ales în cele din urmă pe mayași pentru sofisticație și eventualul lor declin.
| “ | Mayașii erau mult mai interesanți pentru noi. Poți să alegi o civilizație care era însetată de sânge, sau poți să-i descrii pe mayași, care erau foarte sofisticați și aveau o cunoaștere imensă în medicină, știință, arheologie și inginerie... dar să fii în stare și să zugrăvești și ritualurile brutale și sălbatice pe care le practicau. Era mult mai interesant să explorezi ce și de ce s-a întâmplat cu ei. | ” |

Cei doi au căutat informații despre istoria mayașilor, citind atât despre mitul creației, cât și despre escatologie, și inclusiv despre Popol Vuh. Într-un comentariu de pe DVD-ul filmului, Safinia spune că povestea vechiului șaman (jucat de Espiridion Acosta Cache, un povestitor mayaș modern) a fost modificată dintr-o poveste autentică mezoamericană, care a fost retradusă de profesorul mayaș Hilario Chi Canul în limba mayașă yucatecă din film. El a servit și ca antrenor de dialog în timpul producției. În timp ce lucrau la scenariu, Safinia și Gibson au călătorit în Guatemala, Costa Rica și peninsula Yucatán pentru a căuta locații de filmare și a vizita ruine mayașe.
Dorind o anumită precizie istorică, realizatorii au angajat un consultant, Richard D. Hansen, specialist în cultura mayașă și profesor-asistent la Universitatea de Stat din Idaho. Ca și șef al Proiectului Mirador Basin, el lucrează pentru a păstra intacte o mare parte din pădurile tropicale din Guatemala și de lângă ruinele mayașe. Gibson a vorbit despre implicarea lui Hansen: "Entuziasmul lui Richard pentru ceea ce face este contagios. El a reușit să ne asigure că ceea ce scriam conține atât autenticitate, cât și imaginație."
Alți profesori de istorie mezoamericană au criticat filmul datorită a ceea ce ei au numit numeroase inexactități. (Vezi mai multe informații despre precizia istorică îndoielnică și reprezentarea mayașilor la secțiunea "Acuratețea istorică"). Alți experți au apărat filmul, denunțând ignoranța și politica ca motive principale ale criticilor. Un eseu scris de Hansen despre film și criticile acestuia este acum public.
Gibson a decis ca tot dialogul să fie în limba mayașă yucatecă. Gibson explică: "Cred că auzirea unei limbi diferite le permite spectatorilor să se rupă complet de realitate și să intre în lumea filmului. Și mai important, acest lucru pune accent pe imaginea cinematografică, care este un fel de limbă universală a inimii."

### Costume și machiaj
Echipa de producție a fost formată dintr-un grup mare de artiștii de make-up și designeri de costume care au lucrat pentru a recrea aspectul mayaș al distribuției. Conduși de Aldo Signoretti, artiștii de make-up aplicau zilnic tatuajele cerute, cicatricele și extensiile pentru lobul urechii pentru toți actorii ce urmau să apară pe ecran. Conform consultantului Richard D. Hansen, alegerile pentru machiajul corporal au fost bazate atât pe licențe artistice, cât și pe istorie: "Am petrecut ore întregi prin olărie și imagini pentru a căuta tatuaje. Cicatricele și tatuajele au fost toate cercetate, dinții de jad încrustați sunt acolo, cerceii sunt acolo. Există o mică chestie care coboară din ureche în nas prin septumul nazal – care a fost în întregime inovația lor artistică." Un exemplu de atenție la detalii este tatuajul de pe brațul stâng al lui Seven, soția lui Jaguar Paw, care reprezintă o linie cu două buline deasupra – simbolul mayaș al cifrei șapte.
Simon Atherton, un armurier și fabricant de arme englez, care a lucrat cu Gibson la Inimă neînfricată, a fost angajat pentru a cerceta și a furniza reconstituiri ale armelor mayașe. Atherton are și un rol cameo la finalul filmului, fiind călugărul franciscan de pe vasul spaniol care ține crucea.

### Designul platoului

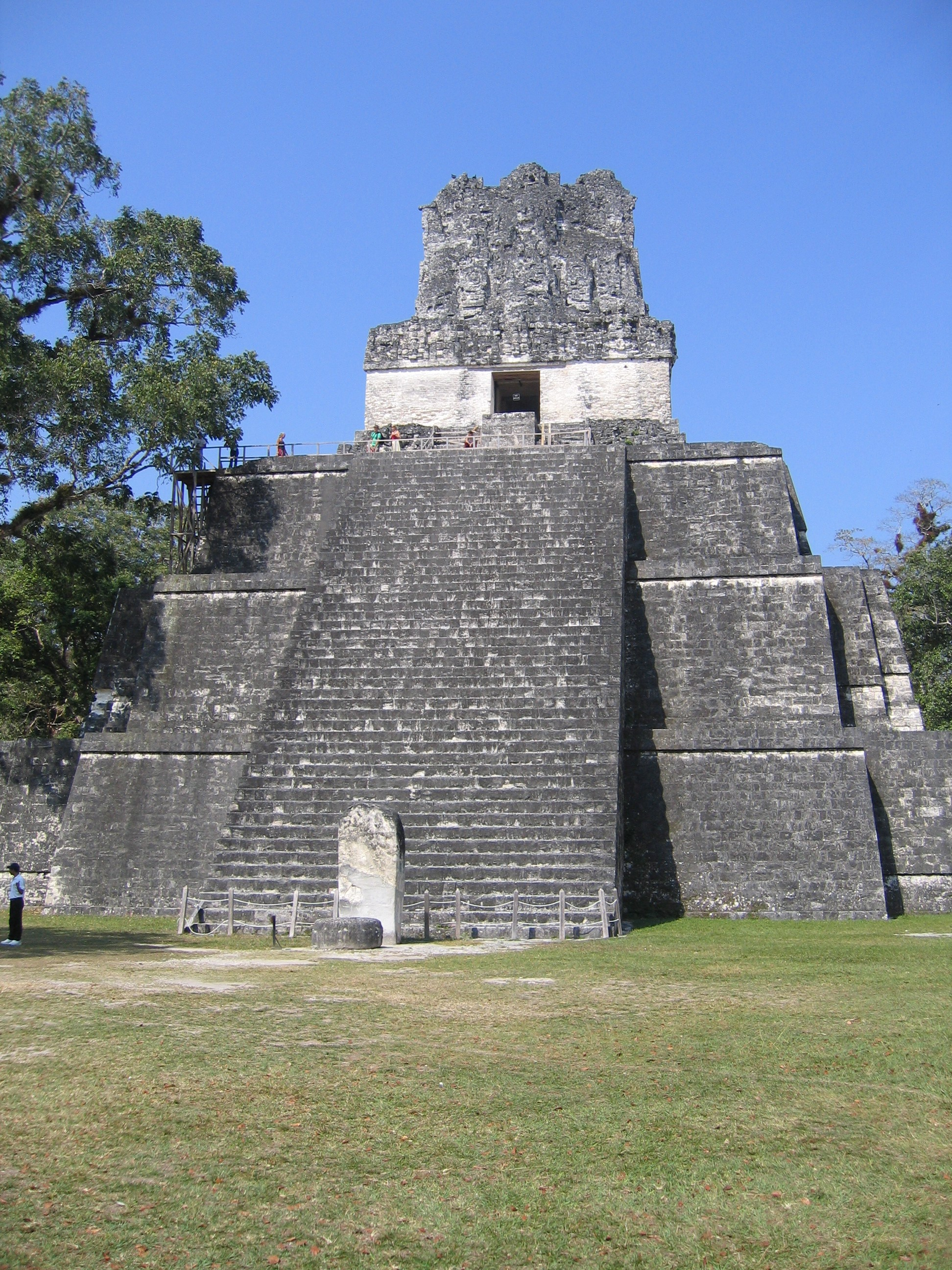
Piramide precum cea din imagine de la Tikal au fost reproduse pentru film

Mel Gibson a dorit ca Apocalypto să conțină platouri cu clădiri și să nu se bazeze pe imagini generate de computer. Majoritatea dintre piramidele mezoamericane văzute în orașul mayaș au fost modele proiectate de Thomas E. Sanders. Sanders a explicat abordarea sa: "Am dorit să construim lumea mayașilor, dar încercam să nu facem un documentar. Vizual, voiam să ne îndreptăm spre ceea ce urma să aibă cel mai mare impact. Ca și la Inimă neînfricată, te afli la granița dintre istorie și film. Treaba noastra era să facem un film frumos."
Cu toate că multe dintre detaliile arhitectonice ale orașelor mayașe sunt corecte, ele sunt amestecate din diferite perioade și locații, o decizie care, spune Farhad Safinia, a fost luată din motive estetice. În timp ce Apocalypto are loc în perioada postclasică târzie a civilizației mayașe, piramida centrală a filmului face parte din perioada clasică, care s-a încheiat în 900 d.Hr, precum cele găsite la siturile din perioadă postclasică de la Muyil, Coba, Quintana Roo din Mexic, unde orașele târzii au fost construite peste piramidele timpurii. Templele sunt în forma celor de la Tikal în stilul clasic central de șes, dar decorate cu elemente din stilul Puuc ce vor apărea în Yucatanul de nord-vest secole mai târziu. Richard D. Hansen a comentat, "Nu era nimic în perioada postclasică care să se potrivească cu dimensiunea și mărimea piramidei din film. Dar Gibson ... a încercat să descrie opulența, averea, consumul resurselor." Desenele murale de pe scara cu boltă combină elemente din condicele mayașe, muralele de la Bonampak (apărute cu peste 700 de ani înainte de acțiunea filmului), și muralele de la San Bartolo (apărute cu vreo 1500 de ani înainte de acțiunea filmului).

### Filmări
Gibson a turnat Apocalypto în mare parte în Catemaco, San Andrés Tuxtla și Paso de Ovejas în statul mexican Veracruz. Scena cu cascada a fost filmată la Cascadele Eyipantla, localizată în San Andrés Tuxtla. Alte filmări ale echipei secundare au avut loc în El Petén, Guatemala. Filmul era inițial programat să se lanseze pe 4 august 2006, dar Touchstone Pictures a amânat lansarea pentru 8 decembrie 2006, datorită ploilor dificile și a două uragane ce au interferat cu filmările din Mexic. Filmările principale s-au încheiat în iulie 2006.
Apocalypto a fost turnat în format video digital de înaltă definiție, folosindu-se aparate Panavision Genesis. În timpul filmărilor, Gibson și operatorul Dean Semler au utilizat Spydercam, un sistem de cameră suspendat ce permite filmarea de deasupra. Acest echipament a fost folosit în scena în care Jaguar Paw plonjează în cascadă.
| “ | Aveam un cadru cu Spydercam-ul din vârful cascadei de 46 m, ce se uita peste umărul unui actor și apoi plonja peste margine—efectiv în cascadă. Am crezut că o să o facem pe film, dar am pus camera Genesis acolo sus într-o carcasă de apă ușoară. Temperatura depășea 38 °C în vârf și era de vreo 15 °C la bază, cu apă și rouă. Am turnat două casete de 50 minute fără probleme—cu toate că o dată a intrat apă în ea și s-a defectat puțin. | ” |

Un număr de animale apar în Apocalypto, inclusiv tapirul central-american și jaguarul negru. Animatronice sau marionete au fost utilizate în scenele ce implicau vătămarea animalelor.

## Coloana sonoră
Coloana sonoră a filmului Apocalypto a fost compusă de James Horner în a treia colaborare a sa cu regizorul Mel Gibson. Piesele sunt lipsite de o orchestră tradițională și conțin, în schimb, o varietate largă de instrumente exotice și vocalizele cântărețului pakistanez Rahat Fateh Ali Khan.

## Promovare
În timp ce Mel Gibson a finanțat filmul prin intermediul companiei sale Icon Productions, Disney a semnat pentru a distribui Apocalypto, în schimbul unei sume, în anumite țări sub egida companiei Touchstone Pictures. Publicitatea pentru film a debutat în decembrie 2005 cu un trailer ce a fost turnat înainte ca filmările principale să înceapă și înainte ca Rudy Youngblood să fie distribuit în rolul lui Jaguar Paw. Sub forma unei glume, Gibson a inserat un cameo subliminal al regizorului cu barbă într-o cămașă în carouri cu o țigară în gură, ce se află lângă niște mayași prăfuiți. Un Gibson bărbierit a filmat și segmentul în limba mayașă destinat pentru introducerea Premiilor Oscar din 2006, atunci când el a refuzat invitația de a găzdui ceremonia.
Pe 23 septembrie 2006, Gibson a difuzat o pre-vizionare a filmului neterminat în fața a două audiențe predominant amerindiene în statul american Oklahoma, la Cazinoul Riverwind din Goldsby, deținut de Chickasaw Nation, și la Universitatea Cameron din Lawton. El a difuzat o previzionare și în Austin, Texas, pe 24 septembrie, alături de unul dintre starurile filmului, Rudy Youngblood. În Los Angeles, Gibson a difuzat Apocalypto și a participat la o sesiune de Q&A pentru Asociația Latină de Afaceri și pentru membrii comunității mayașe. Datorită unor reacții entuziaste ale expozanților, Disney a distribuit filmul pentru mai mult de 2.500 de ecrane din Statele Unite.

## Tematici
Conform lui Mel Gibson, cadrul mayaș din Apocalypto este "abia vârful" unei povești mult mai universale care explorează "civilizațiile și ce le subminează". Fundalul evenimentelor descrise este perioada postclasică târzie, cu puțin timp înaintea venirii spaniolilor, cca. 1511, despre care realizatorii s-au documentat înainte să se apuce de scris. Conform arheologului Michael D. Coe: 
| “ | Civilizția mayașă din Zona Centrală a atins apogeul maxim la începutul secolului opt, dar trebuie că acest lucru a conținut sămânță propriei distrugeri, pentru că în următorul secol și jumătate toate orașele sale maiestuoase au căzut în declin și eventual au fost abandonate. Acest lucru a reprezentat cu siguranță una dintre cele mai profunde catastrofe sociale și demografice din istoria omenirii. | ” |

Coe spune că "prăbușirea mediului înconjurător" a fost una dintre cauzele majore a decăderii mărețului imperiu, împreună cu "războiul endemic", "suprapopularea" și "seceta". "Există dovezi consistente ce arată defrișări masive și eroziuni pe toată suprafața Zonei Centrale. Apocalipsa mayașă, pentru că asta a fost, a avut cu siguranță rădăcini ecologice," a explicat Coe.  Se crede că demersul perioadei postclasice mayașe este aproape identic cu situația din urmă cu câteva secole, în timpul decăderii din perioada mayașă clasică.
Forțele corozive ale corupției sunt ilustrate în anumite scene ale filmului. Consumul excesiv poate fi observat în stilul de viață extravagant al aristocraților mayași, averea lor vastă fiind în contrast cu cei bolnavi, cei extrem de săraci și sclavii. Degradarea mediului înconjurător este zugrăvită atât prin exploatarea resurselor naturale, precum supra-mineritul și agricultura teritoriului, dar și prin modul cum sunt tratați oamenii, familiile și triburile întregi ca resurse ce trebuie exploatate și apoi vânduți ca sclavi. Corupția politică poate fi observată în manipularea liderilor, sacrificiul uman la scală largă și negoțul de sclavi. Filmul descrie cum sclavii sunt forțați să creeze cimentul de stuc și var cu care se construiau templele, o metodă pe care unii istorici o consideră un factor major care a contribuit la declinul mayașilor. Un calcul estimează că ar fi fost nevoie de cinci tone de lemn din jungla forestieră pentru a obține o tonă de var ars. Consilierul istoric Richard D. Hansen a explicat, "Am ajuns la concluzia că o piramidă din El Mirador ar fi avut nevoie de 650 de hectare (1.600 de acri) de copaci disponibili pentru a acoperi doar o clădire din stuc și var... Construcții mărețe erau la orizont... cu costuri devastatoare la scală largă."
Realizatorii au intenționat ca această zugrăvire a prăbușirii mayașilor să aibă relevanță pentru societatea modernă. Problemele "întâmpinate de mayași sunt extraordinar de similare cu cele întâmpinate astăzi de societatea noastră," a spus co-scenaristul Safinia în timpul producției, "în special când vine vorba de degradarea răspândită a mediului înconjurător, consumul excesiv și corupția politică". Gibson a declarat că filmul încearcă să ilustreze asemănările dintre un imperiu măreț decăzut al trecutului și mărețele imperii ale prezentului, spunând că "Oamenii cred că omul modern este atât de iluminat, dar suntem susceptibili acelorași forțe – și suntem capabili de același eroism și aceeași transcendență." Filmul servește ca și critică culturală – conform lui Hansen, o "declarație socială" – mesajul fiind că nu este niciodată o greșeală să punem la îndoială presupunerile noastre despre moralitate. Scopul principal al filmului are legătură cu un citat al lui Will Durant ce apare la începutul filmului: "O civilizație măreață nu poate fi cucerită din afară până ce nu a fost distrusă pe dinăuntru", acest lucru fiind reprezentat de lupta dintre triburi și sosirea conchistadorilor de la finalul filmului.
Cu toate acestea, Gibson a declarat și că a dorit ca filmul să fie parțial plin de speranță și nu complet negativ. Gibson a definit titlul ca "un nou început sau o dezvăluire – o revelație"; el a spus că "Totul are un început și un sfârșit, și toate civilizațiile funcționează așa". Cuvântul grecesc (ἀποκαλύπτω, apokaluptō) este de fapt un verb care înseamnă "a descoperi", "a divulga" sau a "dezvălui". Gibson a spus ca filmul are ca tematică și explorarea fricilor primare.

## Recepție

### Reacția criticilor
Apocalypto a fost primit cu recenzii majoritar favorabile de către critici. Pe Rotten Tomatoes, filmul are un rating de 65%, bazat pe 196 recenzii, cu o notă în medie de 6,3/10. Recenzia de pe site spune, "Apocalypto este o examinare sângeroasă și fără milă, filmată briliant, a unei civilizații odată mărețe." Pe Metacritic filmul are un scor de 68 din 100, bazat pe 37 de critici, indicând "recenzii majoritar favorabile".
Richard Roeper și criticul-oaspete Aisha Tyler de la emisiunea Ebert & Roeper i-au acordat un rating de "două degete mari". Michael Medved i-a dat lui Apocalypto patru stele (din patru) numind filmul "plin de adrenalină și suspans" și "o experiență vizuală viscerală."
Filmul a fost lansat la mai puțin de șase luni după incidentul de "conducere sub influență" al lui Gibson din 2006, atunci când regizorul a făcut comentarii antisemite în fața poliției după ce a fost oprit pentru suspiciunea de condus sub influența alcoolului; incidentul a adus multă publicitate negativă pentru Gibson și a alimentat îngrijorările antisemite ce înconjurau filmul său anterior, Patimile lui Hristos.  Anumiți critici de film importanți au făcut aluzie la incident în recenziilor lor pentru Apocalypto: În recenzia sa pozitivă pentru The New York Times, A. O. Scott a comentat: "poți să spui ce vrei despre el – despre problema sa cu alcoolul sau problemele sale cu evreii – este un cineast serios."  Recenzia din Boston Globe are o concluzie asemănătoare, notând că "Gibson poate că e un nebun, dar este nebunul nostru și, chiar dacă nu mi-l doresc la volanul unei mașini înainte să-și facă siesta sau la o conferință B'nai Brith, în spatele camerei este cu totul altă treabă."  Într-o recenzie negativă, Salon.com a notat "Oamenii sunt curioși de acest film datorită a ceea ce pot fi numite motive adiacente, deoarece regizorul său este un personaj dezordonat și carismatic de la Hollywood, care s-ar fi marginalizat el însuși mai mult ca sigur până acum, dacă nu ar fi avut un talent brut pentru meșteșugul spectacolului violent popular."
Apocalypto a câștigat niște admiratori cunoscuți în comunitatea de la Hollywood. Actorul Robert Duvall l-a numit "poate cel mai bun film pe care l-am văzut în 25 de ani". Regizorul Quentin Tarantino a spus, "Eu cred că este o capodoperă. Este poate cel mai bun film al anului. Cred că a fost cel mai bun film artistic al anului." Martin Scorsese, scriind despre film, l-a numit "o viziune," adăugând, "Multe filme din ziua de azi nu se preocupă cu zone precum aceasta, importanța violenței în perpetuarea a ceea ce se numește civilizație. Eu admir Apocalypto pentru sinceritatea sa, dar și pentru puterea și măiestria realizatorilor." Actorul Edward James Olmos a spus, "Am fost complet prins pe nepregătite. Este fără îndoială cel mai bun film pe care l-am văzut de ani întregi. Am rămas uimit." În 2013, regizorul Spike Lee a plasat pelicula pe lista sa de filme esențiale din toate timpurile.
După lansarea din Mexic, filmul a înregistrat un număr mai mare de spectatori în comparație cu cel înregistrat la Parfumul: povestea unei crime și Rocky Balboa. A surclasat până și premiere celebre din Mexic, precum Titanic și Poseidon. Conform sondajelor întreprinse de ziarul Reforma, 80% dintre mexicani intervievați au numit filmul "foarte bun" sau "bun".

### Distincții
Pentru rolul de producător și regizor al filmului, Mel Gibson a primit Premiul Trustee din partea organizației Primii Americani în Arte. Gibson a fost distins și cu Premiul Realizatorului Vizionar din partea Asociației Latine de Afaceri pentru munca sa la Apocalypto în data de 2 noiembrie 2006, la Hotelul Hilton Beverly din Los Angeles. La ceremonie, Gibson a spus că filmul este o "dovadă de onoare pentru comunitatea latină." Gibson a spus și că Apocalypto va ajuta să înlăture noțiunea cum că "istoria a început cu europenii".

#### Premii
- Asociația Centrală a Criticilor de Film din Ohio – Premiul ACCFO pentru Cea mai bună imagine (2007) – Dean Semler
- Asociația Criticilor de Film din Dallas-Fort Worth – Premiul ACFDFW pentru Cea mai bună imagine (2006) – Dean Semler
- Primii Americani în Arte – Premiul PAA pentru Cel mai bun actor în rol principal (2007) – Rudy Youngblood
- Primii Americani în Arte – Premiul PAA pentru Cel mai bun actor în rol secundar (2007) – Morris Birdyellowhead
- Fundația Imagen – Premiul Imagen pentru Cel mai bun actor în rol secundar (2007) – Gerardo Taracena
- Fundația Imagen – Premiul Imagen pentru Cea mai bună actriță în rol secundar (2007) – Dalia Hernandez
- Editorii pentru Sunet de Film, SUA – Premiul Rola de Aur pentru Cel mai bun montaj de sunet pe muzică într-un film (2007) – Dick Bernstein (editor de muzică), Jim Henrikson (editor de muzică)
- Societatea Criticilor de Film din Phoenix – Premiul SCFP pentru Cea mai bună imagine (2006) – Dean Semler

#### Nominalizări
- Premiile Oscar, SUA – Oscar pentru Cel mai bun machiaj (2007) – Aldo Signoretti, Vittorio Sodano[46]
- Premiile Oscar, SUA – Oscar pentru Cea mai bună editare sonoră (2007) – Sean McCormack, Kami Asgar
- Premiile Oscar, SUA – Oscar pentru Cel mai bun mixaj sonor (2007) – Kevin O'Connell, Greg P. Russell, Fernando Cámara
- Premiul Saturn, SUA – Premiul Saturn pentru Cel mai bun regizor (2007) – Mel Gibson
- Premiul Saturn, SUA – Premiul Saturn pentru Cel mai bun film internațional (2007)
- Societatea Americană a Directorilor de Imagine, SUA – Premiul SADI pentru Cea mai bună imagine (2007) – Dean Semler
- Premiile BAFTA – Premiul BAFTA pentru Cel mai bun film care nu este în limba engleză (2007) – Mel Gibson, Bruce Davey
- Broadcast Film Critics Association Awards – Premiul BFCA pentru Cel mai bun film străin (2007)
- Asociația Criticilor de Film din Chicago – Premiul ACFC pentru Cel mai bun film străin (2006)
- Globurile de Aur, SUA – Globul de Aur pentru Cel mai bun film străin (2007)
- Premiile The Hollywood Reporter – Premiul pentru Cel mai bun film de acțiune-aventură (2006)
- Fundația Imagen – Premiul Imagen pentru Cel mai bun film (2007)
- Editorii pentru Sunet de Film, SUA – Premiul Rola de Aur pentru cel mai bun montaj de sun într-un film: Dialog și Înlocuiri Automate de Dialog (2007) – Sean McCormack (supraveghetor montaj sunet), Kami Asgar (supraveghetor montaj sunet), Scott G.G. Haller (supraveghetor montaj dialoguri), Jessica Gallavan (supraveghetoare dublaj), Lisa J. Levine (supraveghetoare dublaj), Linda Folk (supraveghetoare dublaj)
- Societatea Online a Criticilor de Film – Premiul SOCF pentru Cea mai bună imagine (2007) – Dean Semler
- Premiile Satellite – Premiul pentru Cel mai bun film într-o limbă străină (2006)
- Asociația Criticilor de Film din St. Louis – Premiul pentru Cel mai bun film străin (2006)

## Acuratețea istorică

### Reprezentarea mayașilor
Mulți scriitori au simțit că filmul lui Gibson a fost relativ precis în legătură cu mayașii, de vreme ce descrie perioada de declin și diviziune care a urmat după apogeul, prăbușirea, restabilirea și condițiile sociale proto-istorice ale civilizației. Un reporter mexican, Juan E. Pardinas, a scris că "această interpretare istorică are anumite asemănări cu realitatea [...]. Personajele lui Mel Gibson sunt mai similare cu mayașii de pe muralele din Bonampak decât cu cei care apar în manualele școlare mexicane." "Primii cercetători au încercat să facă distincția între mayașii 'pacifiști' și culturile 'brutale' din centrul Mexicului", a scris David Stuart într-un articol din 2003. "Ei au încercat chiar să spună că sacrificiul uman se întâmpla rar printre mayași." Dar despre desenele și picturile murale, Stuart a spus: "am descoperit acum similitudini mai mari și mai importante între azteci și mayași."
Richard D. Hansen, consultant istoric al filmului, a spus că impactul pe care filmul îl va avea asupra arheologiei mayașe va fi un beneficiu:
"Este o oportunitate minunată pentru lumea întreagă de a se concentra pe mayașii antici și de a realiza rolul pe care ei l-au jucat în istoria lumii." Cu toate acestea, într-un interviu pentru The Washington Post, Hansen a spus că filmul "îți dă impresia că au fost foarte sadici", și că, "Mi-e puțin teamă de cum îl vor percepe mayașii contemporani."
Unii privitori au fost mai precauți. William Booth de la The Washington Post a scris că filmul îi descrie pe mayași ca fiind "super-nemiloși, sadici psihopați ce o dau din rău în mai rău, niște spirite malefice ce se ocupă cu sclavia la scală largă, ce aplică tratamente descreierate și care dansează mișcări oculte, cu o dorință arzătoare de sânge omenesc." Gibson a comparat sălbăticia din film cu administrația din mandatul lui Bush, spunând pentru revista britanică Hotdog, "Manevrele ce cauzează teama din film îmi aduc aminte de președintele Bush și acoliții săi." Chiar înainte de lansare, Apocalypto a fost criticat de activiștii din Guatemala, inclusiv de Lucio Yaxon, care au declarat că trailerul îi zugrăvește pe mayași drept niște sălbatici. În recenzia sa pentru film, antropoloaga Traci Ardren a scris că Apocalypto a fost părtinitor deoarece "nu se face nicio mențiune despre realizările lor în domeniul științei sau artei, despre spiritualitatea profundă și conexiunea cu anotimpurile agriculturii sau despre performanțele inginerești ale orașelor mayașe". Apocalypto a agitat și spiritul profesoarei de istoria artei Julia Guernsey, o expertă mezoamericană, care a spus, "Cred că este josnic. Este jignitor pentru oamenii mayași. Este jignitor pentru aceia dintre noi care încearcă să predice despre sensiblitatea culturală și părerile alternative despre lume, care nu coincid cu cele occidentale ale secolului 21, dar care, chiar și așa, sunt valide."

### Sacrificiul uman
Pentru mai multe detalii despre Sacrificiile umane în cultura mayașă, vedeți Sacrificiile umane în cultura aztecă.

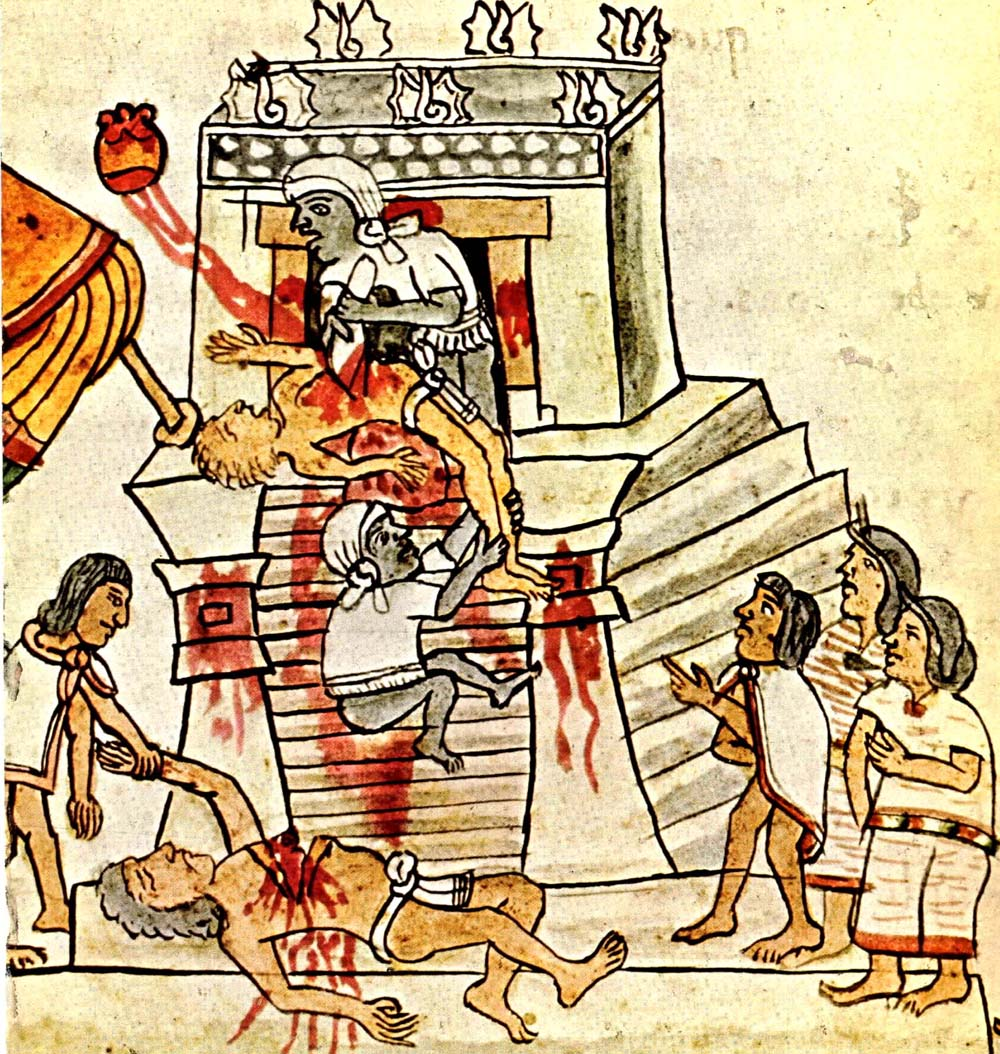
Criticii au spus că sacrificiul uman din film este mai des întâlnit în practicile aztecilor (precum poate fi observat aici) decât în cele ale mayașilor.

Apocalypto a fost criticat pentru zugrăvirea tipului de sacrificiu uman care era întâlnit mai mult la azteci decât la mayași. Arheoloaga Lisa Lucero a spus, "mayași obișnuiți chiar nu recurgeau la sacrificiul în masă. Ăia erau aztecii." Profesorul de antropologie Karl Taube a spus că, "Știm că aztecii practicau omoruri așa dure. Cifrele arată 20.000." Conform consultantului tehnic al filmului, pelicula era menită să descrie perioada postclasică a mayașilor, atunci când influențele mai dure, precum cele ale toltecilor sau ale aztecilor au ajuns. Conform lui Hansen, "Știm că aveau loc războaie. Centrul din perioada postclasică de la Tulum este un oraș fortificat; aceste situri trebuiau să fie în poziții defensive. Existau influențe aztece enorme în acea perioadă. Aztecii erau clar fără milă în cuceririle lor și în căutare de victime pentru sacrificiu, o practică care s-a revărsat și în unele zone mayașe." Profesorul de antropologie Stephen Houston a spus că victimele pentru sacrificiu făceau mai degrabă parte din regalitate și mai puțin din locuitorii simpli ai pădurii, precum este descris în Apocalypto. Profesorul de antropologie Karl Taube a criticat și zugrăvirea aparentă a filmului în legătură cu sclavia răspândită la scală largă, spunând, "Nu avem dovezi despre un număr mare de sclavi." Un alt lucru disputat, atunci când Jaguar Paw și restul prizonierilor sunt folosiți ca țintă la antrenament, a fost recunoscut de realizatori ca fiind inventat special pentru a declanșa secvența cu urmărirea. Unii antropologi au obiectat prezența hăului umplut cu cadavre în descompunere din apropierea câmpiilor mayașe. Hansen a spus că aceasta este o "ipoteză", spunând că "tot ceea ce a încercat Gibson să facă a fost să arate ororile lor".
Washington Post a scris că picturile murale de la Bonampak au fost alterate digital pentru a arăta un războinic ce ține în mână o inimă de om proaspătă, lucru care nu este prezent în pictura originală.

### Scena eclipsei
Scena în care protagonistul este salvat de la sacrificiu de o eclipsă de Soare totală a fost văzută de unii ca fiind asemănătoare cu un incident similar din benzile desenate cu Tintin, mai exact din volumul Prisoners of the Sun. În carte, Tintin și companionii săi sunt capturați de un trib incaș, dar sunt cruțați de o eclipsă solară. Cu toate acestea, Mel Gibson și co-scenaristul Farhad Safinia au respins categoric acest zvon în comentariul de pe DVD, acolo unde Gibson a făcut referire la accentul major pus de mayași pe eclipsele solare și alte evenimente astronomice.
Eclipsa parțială care o precede pe cea totală avansează cu o rapiditate anormală în film: în câteva secunde, și nu în câteva minute sau mai mult, precum se întâmplă în natură.

### Finalul
Conform comentariului de pe DVD al lui Mel Gibson și al lui Farhad Safinia, finalul filmului era menit să descrie primul contact dintre spanioli și mayași, care a avut loc în 1502, în timpul celui de-al patru voiaj al lui Cristofor Columb.
Mesajul tematic al sosirii europenilor este un subiect de dezbatere. Traci Ardren a scris că spaniolii sosiți erau misionari creștini și că filmul a avut "un mesaj colonial ostentativ cum că mayașii aveau nevoie să fie salvați pentru că erau 'putreziți până la măduvă'". Conform lui Ardren, filmul lui Gibson "repetă, într-un film color glorios cu buget mare, o noțiune rasistă și jignitoare cum că mayașii erau brutali unii cu alții cu mult timp înainte de venirea europenilor, deci meritau, de fapt aveau nevoie de salvare. Această idee a fost folosită timp de 500 de ani pentru a justifica subjugarea mayașilor". Pe de altă parte, David van Biema se întreabă dacă spaniolii sunt zugrăviți ca salvatori ai mayașilor, de vreme ce sunt descriși amenințător, iar Jaguar Paw decide să se întoarcă în pădure. Această supoziție este susținută de prezicerea Fetei Oracol care spune: "Părăsiți acest pământ. Plecați. Și terminați-vă sămânța." Cu toate acestea, amintindu-și de citatul de la începutul filmului ("O civilizație măreață nu poate fi cucerită din afară până ce nu a fost distrusă pe dinăuntru"), profesorii David Stuart și Stephen Houston au conchis că mayașii din perioada postclasică au devenit atât de corupți încât erau "o civilizație... care merita să moară."